# Мужская сборная Доминиканской Республики по волейболу
Мужская сборная команда Доминиканской Республики по волейболу  — команда, представляющая Доминиканскую Республику на международных соревнованиях по волейболу. Управляется Доминиканской федерацией волейбола.  В рейтинге Международной федерации волейбола занимает 33-е место.

## Выступления наЧемпионатах мира
| Год  | Позиция | Турнир                           | Место проведения |
| ---- | ------- | -------------------------------- | ---------------- |
| 1974 | 22      | Чемпионат мира по волейболу 1974 | Мексика          |

## Выступления наЧемпионатах Северной Америки
| Год  | Позиция                | Турнир                                       | Место проведения                        |
| ---- | ---------------------- | -------------------------------------------- | --------------------------------------- |
| 1969 | Не прошла квалификацию | Чемпионат Северной Америки по волейболу 1969 | Мехико, Мексика                         |
| 1971 | Не прошла квалификацию | Чемпионат Северной Америки по волейболу 1971 | Гавана, Куба                            |
| 1973 | 6                      | Чемпионат Северной Америки по волейболу 1973 | Тихуана, Мексика                        |
| 1975 | Не прошла квалификацию | Чемпионат Северной Америки по волейболу 1975 | Лос-Анджелес, США                       |
| 1977 | 7                      | Чемпионат Северной Америки по волейболу 1977 | Санто-Доминго, Доминиканская Республика |
| 1979 | 4                      | Чемпионат Северной Америки по волейболу 1979 | Гавана, Куба                            |
| 1981 | 6                      | Чемпионат Северной Америки по волейболу 1981 | Мехико, Мексика                         |
| 1983 | Не прошла квалификацию | Чемпионат Северной Америки по волейболу 1983 | Индианаполис, США                       |
| 1985 | 4                      | Чемпионат Северной Америки по волейболу 1985 | Санто-Доминго, Доминиканская Республика |
| 1987 | 4                      | Чемпионат Северной Америки по волейболу 1987 | Гавана, Куба                            |
| 1989 | 6                      | Чемпионат Северной Америки по волейболу 1989 | Сан-Хуан, Пуэрто-Рико                   |
| 1991 | 6                      | Чемпионат Северной Америки по волейболу 1991 | Реджайна, Канада                        |
| 1993 | Не прошла квалификацию | Чемпионат Северной Америки по волейболу 1993 | Новый Орлеан, США                       |
| 1995 | 6                      | Чемпионат Северной Америки по волейболу 1995 | Эдмонтон, Канада                        |
| 1997 | 7                      | Чемпионат Северной Америки по волейболу 1997 | Сан-Хуан (Пуэрто-Рико), Пуэрто-Рико     |
| 1999 | Не прошла квалификацию | Чемпионат Северной Америки по волейболу 1999 | Монтеррей, Мексика                      |
| 2001 | 4                      | Чемпионат Северной Америки по волейболу 2001 | Бриджтаун, Барбадос                     |
| 2003 | Не прошла квалификацию | Чемпионат Северной Америки по волейболу 2003 | Кульякан, Мексика                       |
| 2005 | 4                      | Чемпионат Северной Америки по волейболу 2005 | Виннипег, Канада                        |
| 2007 | 5                      | Чемпионат Северной Америки по волейболу 2007 | Анахайм, США                            |
| 2009 | 6                      | Чемпионат Северной Америки по волейболу 2009 | Баямон, Пуэрто-Рико                     |
| 2011 | Не прошла квалификацию | Чемпионат Северной Америки по волейболу 2011 | Маягуэс, Пуэрто-Рико                    |
| 2013 | 6                      | Чемпионат Северной Америки по волейболу 2013 | Лэнгли, Канада                          |